# Wijirejo
Wijirejo is een bestuurslaag in het regentschap Bantul van de provincie Jogjakarta, Indonesië. Wijirejo telt 10.414 inwoners (volkstelling 2010).